# Norddeutscher Lloyd
Norddeutscher Lloyd – niemieckie oceaniczne przedsiębiorstwo żeglugowe z siedzibą w Bremie, działające w latach 1857–1970.

## Historia
Spółka założona została 20 lutego 1857 roku. Od początku istnienia podstawą jej działalności były pasażerskie przewozy transatlantyckie, głównie do Nowego Jorku i innych portów wschodniego wybrzeża Stanów Zjednoczonych. W 1885 roku spółka zwyciężyła przetarg na przewóz poczty między Niemcami a Azją Wschodnią i Australią. Rywalizowała z hamburskim HAPAG o pozycję dominującego przedsiębiorstwa żeglugowego w kraju, jak i na świecie, stanowiąc przedmiot dumy Cesarstwa Niemieckiego.
Na mocy postanowień kończącego I wojnę światową traktatu wersalskiego Norddeutscher Lloyd pozbawiony został całej floty, która posłużyła jako reparacje wojenne. Jej odbudowa nastąpiła w okresie międzywojennym. Podczas II wojny światowej zatopione zostały 42 z 64 statków pełnomorskich należących do Norddeutscher Lloyd. Pozostałe odstąpione zostały po wojnie państwom alianckim.
W latach 50., po zniesieniu wprowadzonych po wojnie ograniczeń żeglugowych dla niemieckiej marynarki handlowej, Norddeutscher Lloyd we współpracy z HAPAG wznowiły połączenia na liniach transatlantyckich i dalekowschodnich. W 1970 roku, w odpowiedzi na zachodzące w świecie zmiany – wzrost popularności samolotów, konteneryzację w przewozach towarowych, oba przedsiębiorstwa połączyły się, tworząc spółkę Hapag-Lloyd.

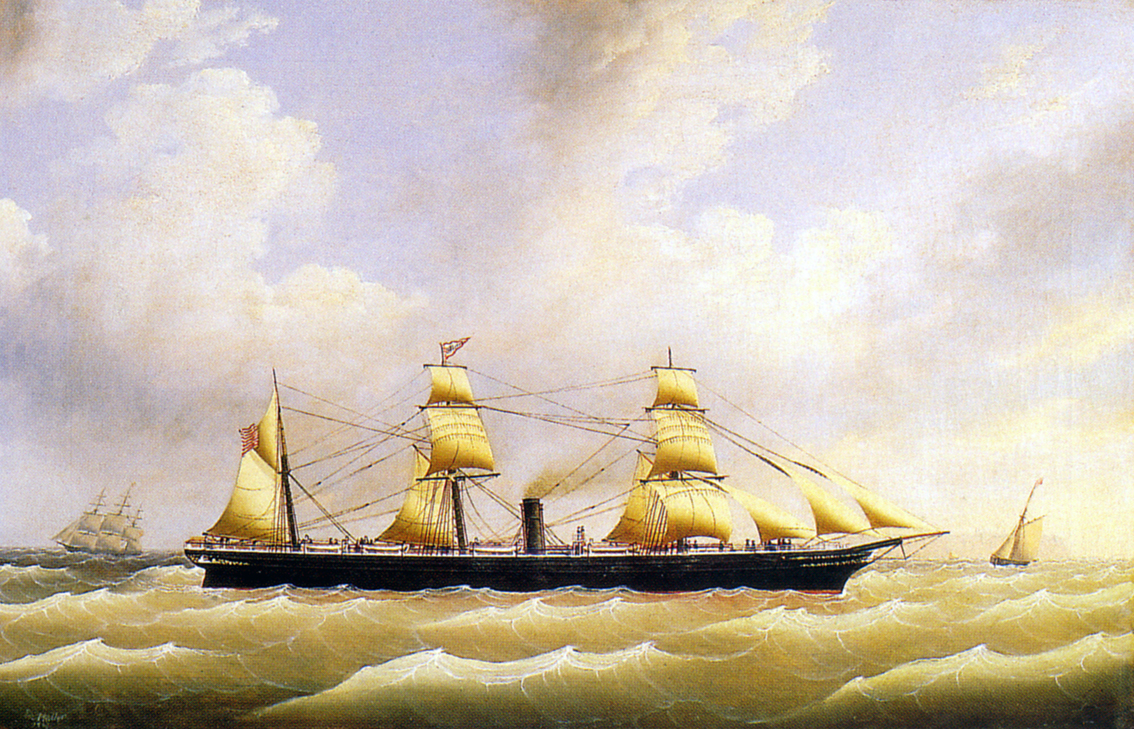
„Bremen” – pierwszy parowiec należący do Norddeutscher Lloyd, z 1858 roku
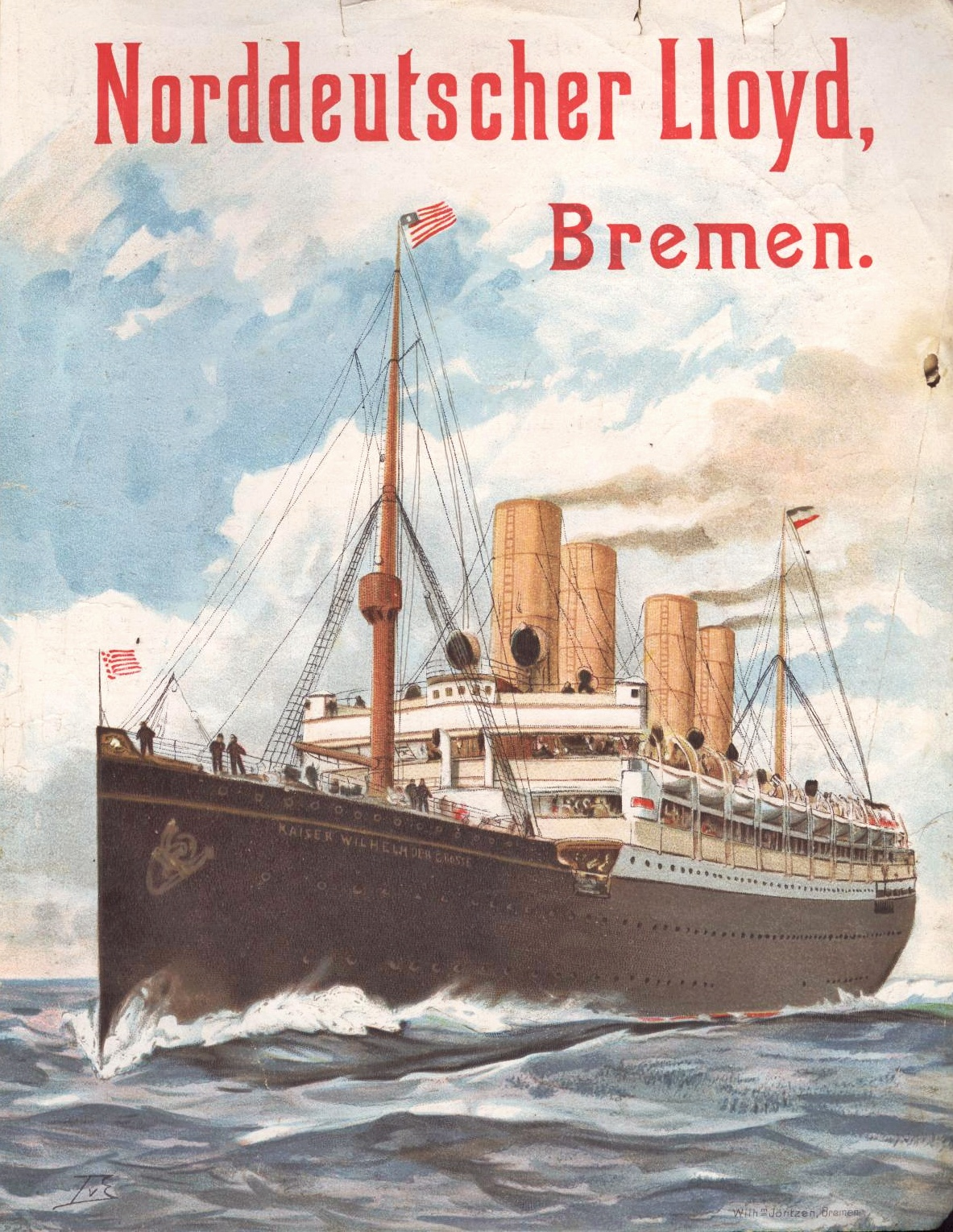
Plakat z 1903 roku przedstawiający transatlantyk „Kaiser Wilhelm der Große”
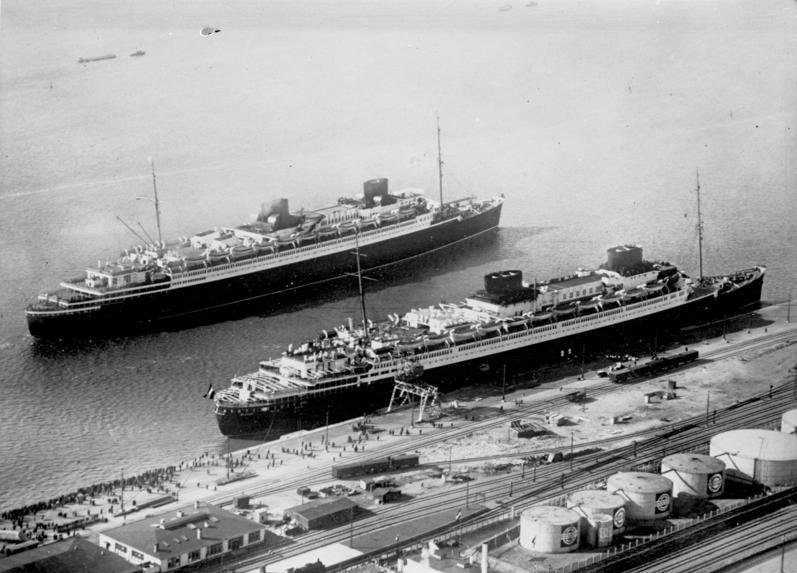
„Europa” i „Bremen” – największe statki Norddeutscher Lloyd w 1930 roku
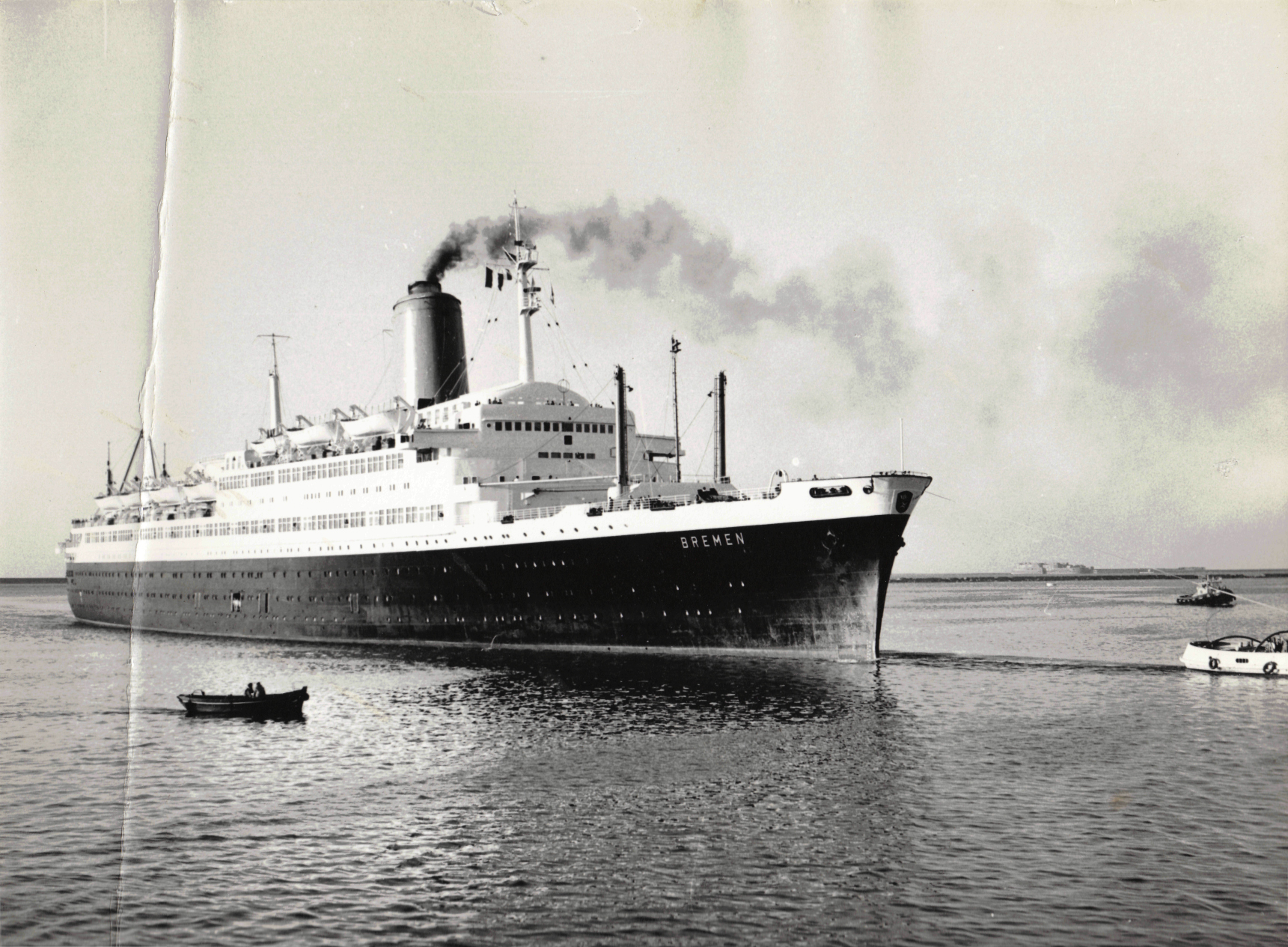
„Bremen” – od 1959 roku jednostka flagowa Norddeutscher Lloyd